# Calligonum ebinuricum
Calligonum ebinuricum är en slideväxtart som beskrevs av Ivanova och Y. D. Soskov. Calligonum ebinuricum ingår i släktet Calligonum och familjen slideväxter. Inga underarter finns listade i Catalogue of Life.